# Braväcovo
Braväcovo – wieś (obec) na Słowacji położona w kraju bańskobystrzyckim, w powiecie Brezno. Pierwsze wzmianki o miejscowości pochodzą z 1630 roku.
Według danych z dnia 31 grudnia 2016 roku, wieś zamieszkiwały 682 osoby, w tym 356 kobiet i 326 mężczyzn.
W 2001 roku rozkład populacji względem narodowości i przynależności etnicznej wyglądał następująco:
- Słowacy – 99,73%
- Morawianie – 0,13%
- Węgrzy – 0,13%

Ze względu na wyznawaną religię struktura mieszkańców kształtowała się w 2001 roku następująco:
- Katolicy rzymscy – 95,48%
- Grekokatolicy – 0,27%
- Ewangelicy – 0,4%
- Ateiści – 1,46%
- Nie podano – 2,26%